# 柳雲龍
柳 雲龍（リウ・ユンロン）は中華人民共和国の俳優。
1993年に北京電影学院を卒業しテレビを中心に活動していたが、2006年に自ら監督･主演したサスペンスドラマ『暗算』（邦題：プロット・アゲインスト）が大ヒットし、一躍人気俳優となった。
知的で誠実な演技が持ち味。シンガーソングライターとして出演作の主題歌を担当するなど、多彩な才能で知られる。
その他の出演作にテレビドラマ『背叛』（邦題：背信〜真実の愛〜）『公安局長』、映画『玉観音』（邦題：デスパレート 愛されてた記憶）などがある。